# Mankovice
Mankovice är en ort i Tjeckien. Den ligger i den östra delen av landet, 250 km öster om huvudstaden Prag. Mankovice ligger 269 meter över havet och antalet invånare är 604.
Terrängen runt Mankovice är platt åt sydost, men åt nordväst är den kuperad. Runt Mankovice är det ganska tätbefolkat, med 72 invånare per kvadratkilometer. Närmaste större samhälle är Valašské Meziříčí, 19,5 km söder om Mankovice. Trakten runt Mankovice består till största delen av jordbruksmark.